# Cicadulina niger
Cicadulina niger är en insektsart som beskrevs av Ghauri 1971. Cicadulina niger ingår i släktet Cicadulina och familjen dvärgstritar. Inga underarter finns listade i Catalogue of Life.